# Watertown (album)
Pour les articles homonymes, voir Watertown.
Albums de Frank Sinatra
A Man Alone
(1969) Sinatra & Company
(1971)
Singles
1. What's Now Is Now / The Train
Sortie : 1970
2. I Would Be in Love / Watertown
Sortie : 1970

Watertown est un album de Frank Sinatra sorti en avril 1970.
Il s'agit d'un album-concept coécrit par Bob Gaudio (des Four Seasons) et Jake Holmes. Frank Sinatra y incarne un homme qui doit élever seul ses deux fils dans la petite ville de Watertown après que sa femme l'a quitté pour assouvir sa vocation artistique dans une grande métropole. Après son départ, il se souvient d'elle et des bons moments passés ensemble. Bien qu'elle lui annonce son retour dans une lettre, c'est en vain qu'il l'attend sur le quai de la gare.

## Enregistrement
Contrairement à son habitude, Frank Sinatra n'enregistre pas en même temps que l'orchestre : il ajoute sa voix sur les bandes après coup. C'est le seul album de sa discographie enregistré de cette manière, avec Sing and Dance with Sinatra (qui devait être enregistré en direct, mais où Sinatra avait été victime de problèmes de voix durant les séances qui avaient mis des mois à se résorber). Les parties orchestrales sont enregistrées du 14 au 17 juillet 1969 à New York, au studio Columbia de la 30e rue, par l'orchestre de Reprise Records, dirigé par Joe Scott et Charles Calello. C'est de l'autre côté des États-Unis, aux studios studios United/Western de Hollywood, que Sinatra enregistre ses parties de chant, du 25 au 27 août. Il laisse de côté trois chansons, Elizabeth, For a While et Michael and Peter, dont il ne termine l'enregistrement que le 31 octobre. Entre-temps, le 13 octobre, l'orchestre a réenregistré les deux dernières, ainsi que Lady Day.

## Accueil
À sa sortie, Watertown reçoit un accueil tiède de la critique et les ventes sont médiocres : Les ventes sont de 30 000 exemplaires. il ne dépasse pas la 101e place du Billboard 200. Sa place dans la discographie de Sinatra a été réévaluée depuis ; le site AllMusic lui donne ainsi la note de 4,5/5.

## Titres

### Face 1
1. Watertown – 3:36
2. Goodbye (She Quiety Says) – 3:06
3. For a While – 3:09
4. Michael & Peter – 5:10
5. I Would Be in Love (Anyway) – 2:31

### Face 2
1. Elizabeth – 3:38
2. What a Funny Girl (You Used to Be) – 3:00
3. What's Now Is Now – 4:04
4. She Says – 1:51
5. The Train – 3:26

### Titre bonus
La réédition au format CD parue en 1994 inclut une chanson supplémentaire, Lady Day, écrite elle aussi par Gaudio et Holmes et enregistrée lors des mêmes séances que Watertown. Pour Jake Holmes, il s'agit d'un épilogue à l'album, pour Bob Gaudio, c'était un hommage à Billie Holiday sans rapport avec l'histoire contée par l'album. La version est longtemps restée inédite, mais la chanson fut réarrangée par Don Costa pour un grand orchestre et ré-enregistrée ainsi par Sinatra. Cette version sortit en 45 tours en 1970 et figura ensuite dans l'album Sinatra and Company, sorti la même année.
1. Lady Day – 2:47